# Joanna Hiffernan
Joanna Hiffernan, talvolta citata con il nomignolo Jo (Limerick, 1843 – Holborn, 3 luglio 1886), è stata una modella irlandese che fece da musa e fu legata romanticamente al pittore statunitense James Abbott McNeill Whistler e al pittore francese Gustave Courbet.
Oltre a essere una modella d'arte, anche Hiffernan (il cui cognome viene anche riportato come Heffernan) disegnava e dipingeva, anche se non si ritiene che lei abbia mai esposto le proprie opere.

## Biografia

### Primi anni
Joanna Hiffernan era cattolica ed era nata nel 1843 a Limerick, in Irlanda, da Anne Hickey e Patrick Hiffernan. La sua famiglia potrebbe aver lasciato l'Irlanda per Londra durante la grande carestia avvenuta tra il 1845 e il 1848, stabilendosi al numero 69 di Newman Street. Gli errori ortografici nelle sue lettere rimaste rivelano che ella ricevette un'istruzione modesta. Suo padre, Patrick Hiffernan, venne paragonato dagli amici di Whistler, Joseph Pennell e sua moglie Elizabeth, al capitano Costigan, l'irlandese ubriaco del romanzo Pendennis di Thackeray. I Pennell lo descrivevano inoltre come un "insegnante di chirografia [calligrafia] educata" che si rivolgeva a Whistler chiamandolo "genero". Sua madre morì nel 1862, all'età di 44 anni. Joanna Hiffernan aveva una sorella chiamata Bridget Agnes Hiffernan, in seguito Singleton. L'artista Walter Greaves, che iniziò le lezioni con Whistler nel 1863 e che conosceva bene la Hiffernan, affermava che ella ebbe un figlio chiamato Harry, anche se non si trova traccia di lui nei documenti ufficiali.

### Carriera da modella

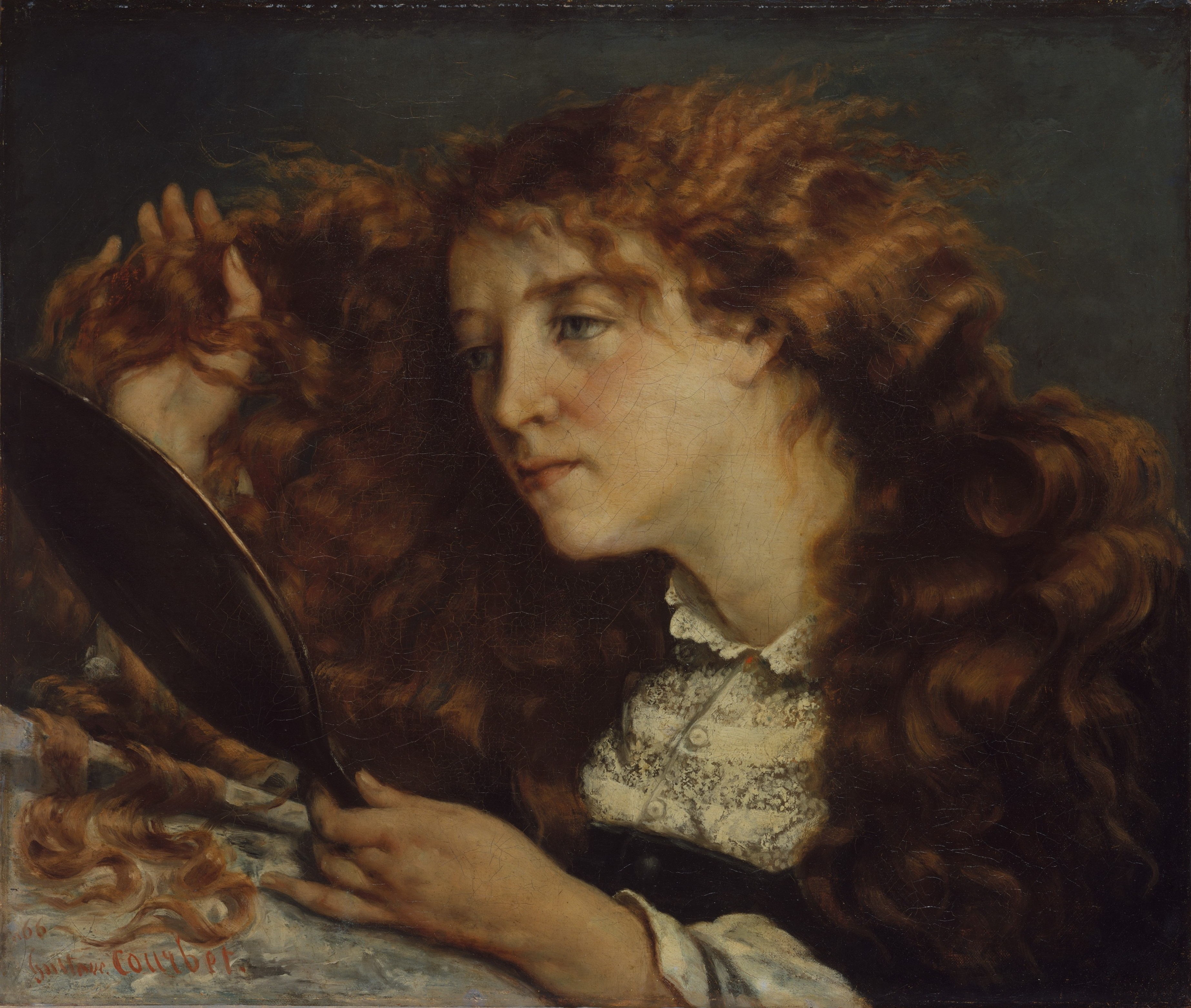
Gustave Courbet, Jo, la bella irlandese, 1865-1866

Whistler incontrò la diciassettenne "Jo" Hiffernan nel 1860, quando ella si trovava in uno studio a Rathbone Place, e intorno al 1861 iniziò una relazione di sei anni con lei, e durante questo periodo lei fece da modella per alcuni dei suoi dipinti più famosi. Sorprendente fisicamente, la personalità di Hiffernan era ancora più impressionante. I biografi e amici di Whistler, i Pennell, scrissero di lei così:
(Elizabeth Robins e Joseph Pennell, The Whistler Journal, 1921, p. 121)
La famiglia di Whistler non era contenta di Hiffernan. Le modelle nubili, e in special modo quelle che posavano nude, erano considerate allora poco meglio delle prostitute. Tuttavia, sembra che Hiffernan abbia posato solo per degli amici, quindi forse le obiezioni fattele dalla famiglia di Whistler si basavano più sulla classe sociale che sul carattere personale di Hiffernan. Quando la madre di Whistler venne in visita dall'America nel 1864, si dovette trovare una sistemazione alternativa per Hiffernan, che sembra anche essere stata la causa della lite di Whistler con Alphonse Legros nel 1863.
Si trovava in Francia con Whistler nell'estate del 1861, e a Parigi, nell'inverno tra il 1861 e il 1862, posò per la Sinfonia in bianco, ritratto n. 1 in uno studio nel Boulevard des Batignolles. Tra il 1864 e il 1865 posò per la Sinfonia in bianco, ritratto n. 2. È probabile che sia stato questo il momento nel quale ella incontrò l'amico e collega artista di Whistler, Gustave Courbet, per il quale avrebbe posato in seguito. Se per molto tempo si era pensato che Hiffernan avesse fatto da modella per L'origine del mondo di Courbet, che raffigura la vulva di una donna nuda, al ventunesimo secolo gli esperti ritiengono che la vera modella sia stata Constance Quéniaux, una ballerina e cortigiana.

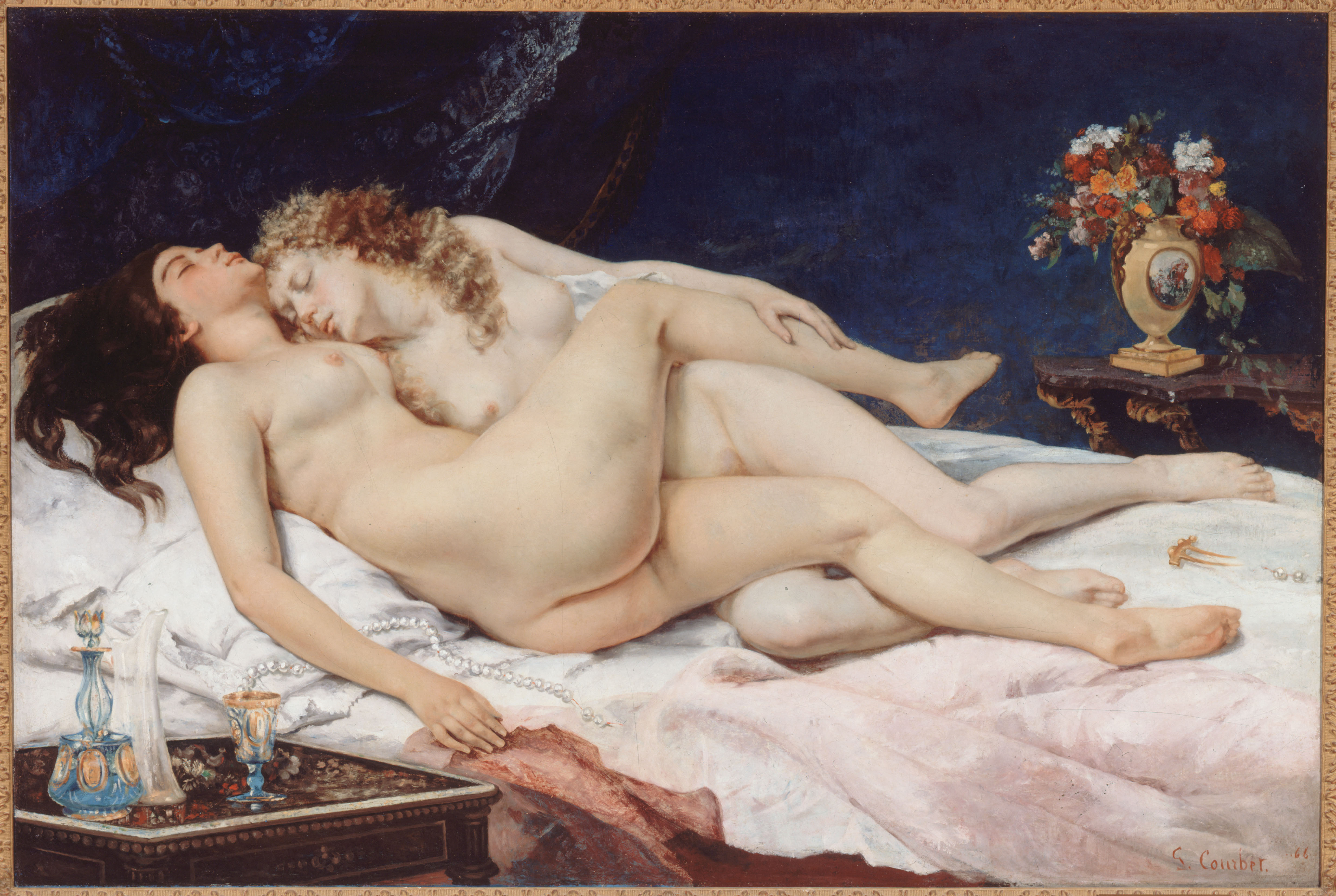
Gustave Courbet, Il Sonno, 1866

Nel 1863 Joanna Hiffernan partecipò a delle sessioni con Whistler alla casa di Dante Gabriel Rossetti a Chelsea e passò con Whistler l'estate e l'autunno del 1865 a Trouville. Nel 1866 Whistler diede a Hiffernan un mandato sui suoi affari mentre si trovava a Valparaíso per sette mesi, provvedendo alle spese domestiche e dandole l'autorizzazione di agire come agente nella vendita delle sue opere. Ella si faceva chiamare signora Abbot, soprattutto quando vendeva le opere whistleriane ai mercanti d'arte per guadagnare dei soldi.
Durante l'assenza di Whistler, Hiffernan viaggiò a Parigi e posò per il quadro Il Sonno di Courbet. È probabile che ella ebbe una relazione con Courbet in questo periodo. Dopo la fine della sua relazione con Hiffernan, James Whistler lasciò un testamento a suo favore.

### Ultimi anni

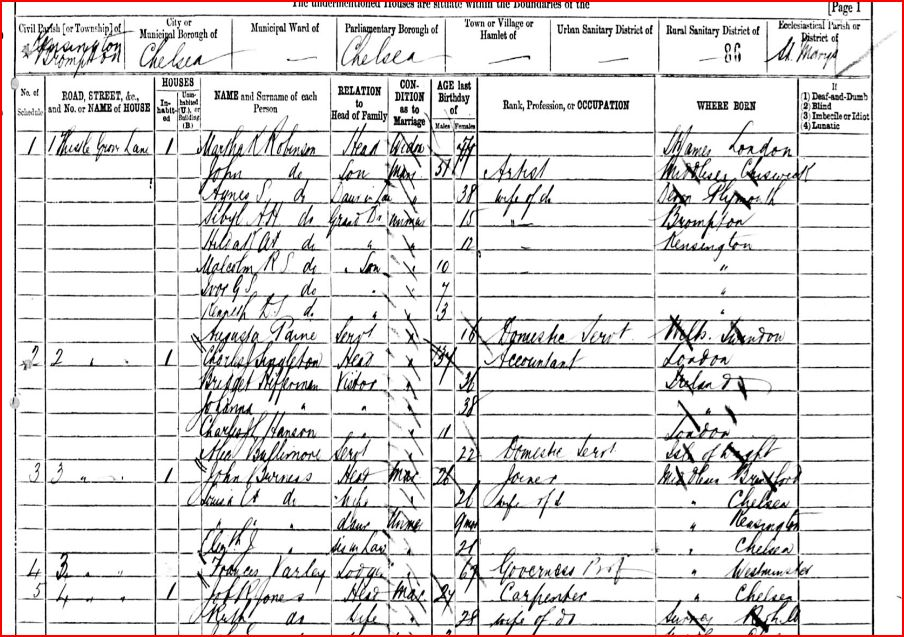
Una pagina del censimento del 1881 che rivela l'indirizzo di Joanna Hiffernan al numero 2 di Thistle Grove.

Dopo che lei e Whistler si lasciarono, Hiffernan aiutò a crescere il figlio del pittore, Charles James Whistler Hanson, nato da una storia con una cameriera, Louisa Fanny Hanson. Charles visse con Hiffernan al numero 5 di Thistle Grove fino al 1880, quando Whistler era a Venezia con Maud Franklin, la sua amante di allora. Il censimento inglese del 1881 registrava Joanna Hiffernan, sua sorella Brigdet Agnes e Charles Hanson come ospiti del contabile Charles Singleton (che Bridget avrebbe sposato nel 1901) al numero 2 di Thistle Grove.
Si sa poco di Hiffernan dopo il 1880. Una donna riferì a Juliette Courbet, la sorella di Gustave, in una lettera del 18 dicembre 1882, che la "bella irlandese" era a Nizza, dove vendeva pezzi di antiquariato e alcuni quadri curbettiani. Si diceva che Hiffernan avesse sposato un uomo di nome Abbot qualche tempo dopo il 1881, ma questo potrebbe essere un malinteso dovuto al fatto che Hiffernan si faceva chiamare "signora Abbot" quando vendeva i dipinti whistleriani ai mercanti d'arte per guadagnare quando i due stavano insieme. Joanna morì il 3 luglio del 1886 al numero 2 della Millman Street, a Holborn. La causa della morte più probabile fu un'insufficienza respiratoria.
Il collezionista d'arte Charles Lang Freer incontrò Agnes Hiffernan mentre portava il feretro al funerale di Whistler nel 1903, quando si fece avanti in lutto profondo per rendere i suoi ultimi omaggi. Credendo di aver appena incontrato Joanna, Freer perciò informò la sua collega mecenate Louisine Havemeyer, che in seguito descrisse l'avvenimento come l'aveva sentito:
(Louisine W. Havemeyer, Sixteen to Sixty: Memoirs of a Collector, 1961, pp. 212–213)

## Nella cultura di massa
Nel 2000, Christine Orban scrisse J'étais l'origine du monde, un romanzo che si presenta come le memorie di Joanna Hifferman (il titolo allude al dipinto L'origine del mondo).